# فیرات تانیش
فیرات تانیش (ترکی استانبولی: Fırat Tanış؛ زادهٔ ۵ مهٔ ۱۹۷۵) هنرپیشه اهل ترکیه است.
از فیلم‌ها یا برنامه‌های تلویزیونی که وی در آن نقش داشته‌است می‌توان به روزی روزگاری در آناتولی و فرشته سپید و سریال عزیز(۲۰۲۲_۲۰۲۱) اشاره کرد.